# Governació de Suez
La governació de Suez (àrab: محافظة السويس, muḥāfaẓat as-Suways) és una governació o muhàfadha d'Egipte situada al nord-est del país, a les dues ribes del Canal de Suez. La seva capital és la ciutat de Suez, i l'any 2006 tenia 510.935 habitants.

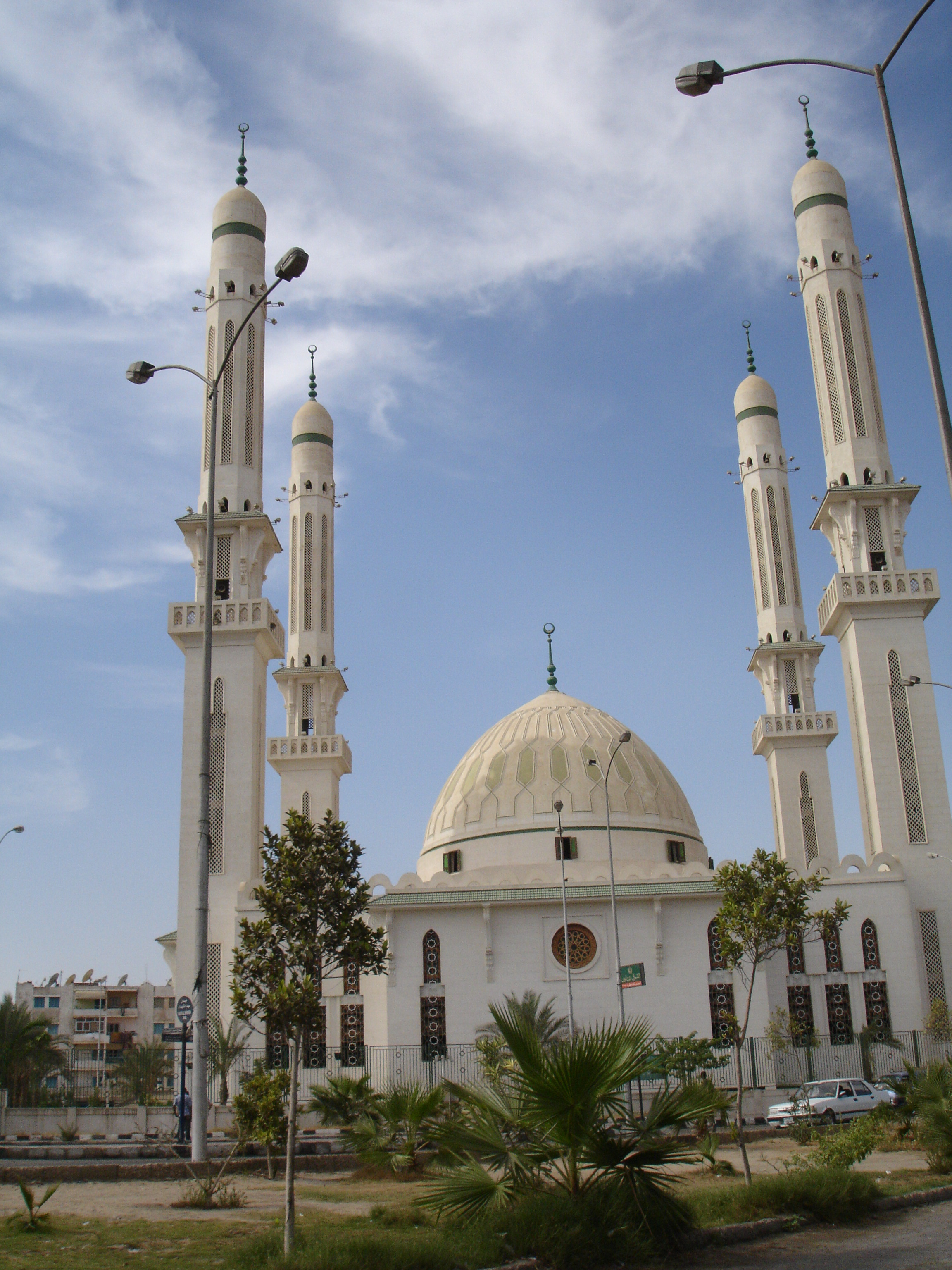
Masjid Hamza a Suez

Els recursos naturals de què disposa són la pedra calcària, argila, carbó, petroli, marbre i calç. Les atraccions turístiques inclouen El-Ein, l'àrea de El-Sokhna (un centre recreatiu i mèdic important) i diversos llocs històrics. Hi ha cinc ports a la governació: el port d'El-Sokhna, el port Tewfiq, el port d'Adabeya, un port petrolier, i el port de pescadors d'El-Atka.